# Windows 8
| Windows /笔记本电脑操作系统市占率統計  | Windows /笔记本电脑操作系统市占率統計 | Windows /笔记本电脑操作系统市占率統計 | Windows /笔记本电脑操作系统市占率統計 | Windows /笔记本电脑操作系统市占率統計 |
| -------------------------------------- | ------------------------------------- | ------------------------------------- | ------------------------------------- | ------------------------------------- |
|                                        |                                       |                                       |                                       |                                       |
| Windows 10                             | Windows 10                            |                                       | 52.92%                                | 52.92%                                |
| Windows 11                             | Windows 11                            |                                       | 43.73%                                | 43.73%                                |
| Windows 7                              | Windows 7                             |                                       | 2.4%                                  | 2.4%                                  |
| Windows XP                             | Windows XP                            |                                       | 0.39%                                 | 0.39%                                 |
| Windows 8.1                            | Windows 8.1                           |                                       | 0.28%                                 | 0.28%                                 |
| Windows 8                              | Windows 8                             |                                       | 0.23%                                 | 0.23%                                 |
| 其他                                   | 其他                                  |                                       | 0.05%                                 | 0.05%                                 |
|                                        |                                       |                                       |                                       |                                       |
| 根据2025年4月StatCounter統計数据制作。 |                                       |                                       |                                       |                                       |

是微軟於2012年推出的Windows NT系列電腦作業系統。

Windows RT的標誌

Windows Embedded 8的标志

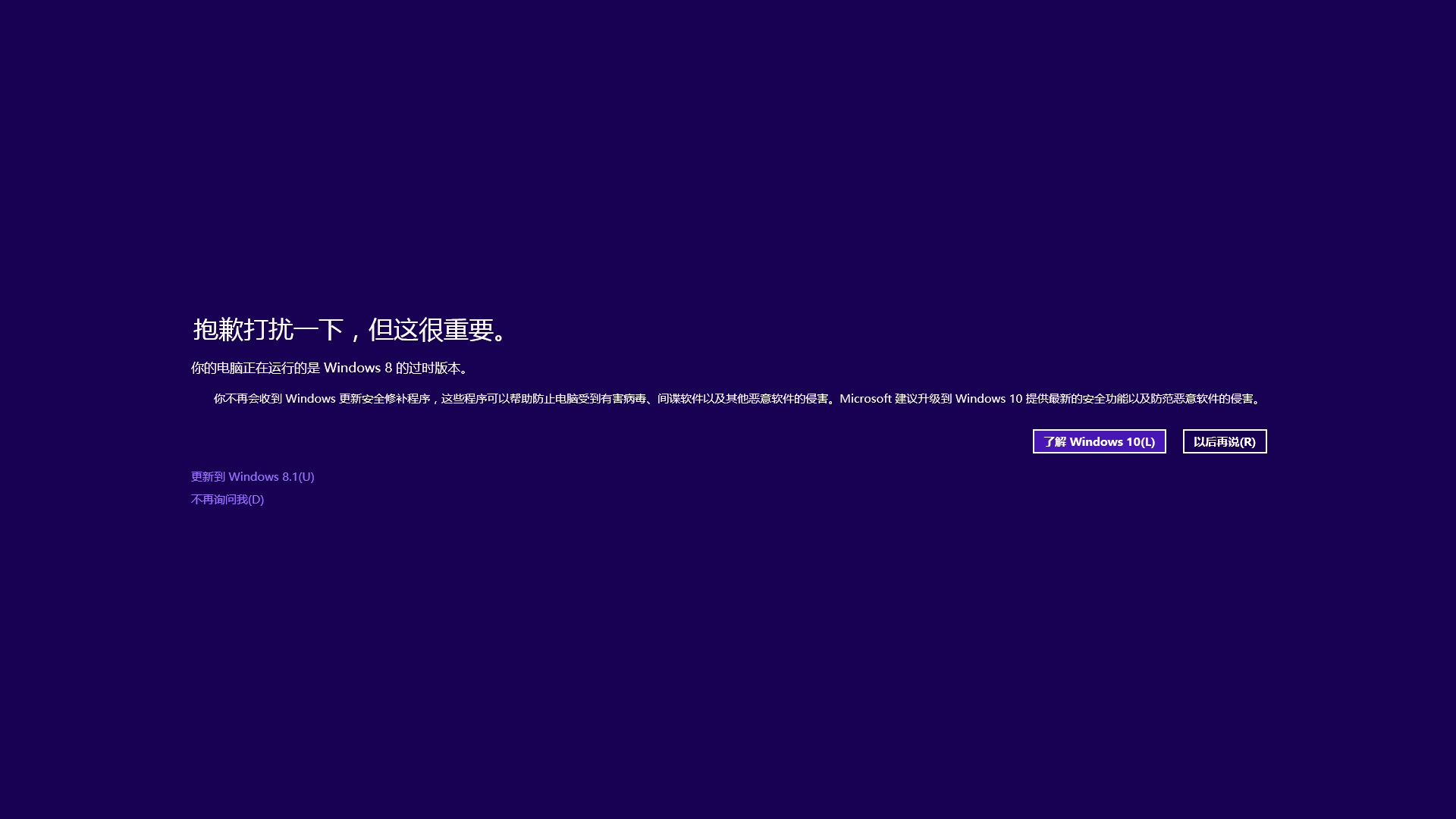
Windows 8的生命终止警告

該作業系統除了具備微軟适用于手提電腦和桌上電腦平台的傳統視窗系統顯示方式外，还特別強化適用於觸控螢幕的平板電腦設計，使用了新的界面風格Metro。
Windows 8於2012年8月1日向OEM廠商提供RTM版本；2012年9月1日起，企業用戶可以購買大量授權版本的Windows 8；2012年10月25日，Windows 8零售版本正式上市。为推动Windows 8的发行且在平板电脑市场争夺一定的地位，微软还于2012年10月推出自家的第一款平板电脑Microsoft Surface。
微軟公司於2013年10月17日发布Windows 8的內核升級版本Windows 8.1，加入大量新功能，供Windows 8用戶免費透過商店更新。

## 开发歷史
- 2009年11月，微軟在發行Windows 7之後舉行的“2009年微軟專業開發者大會”上展示代號為“Windows 8”的微軟最新產品路線圖，并預告产品將在2012年內推出。[7]

- 2011年5月，微軟執行長史蒂夫·巴爾默表示，2012年將推出新一代的Windows 8作業系統，系统將支援ARM架構，包括平板電腦、行動裝置、筆記型電腦等，預告微軟將持續發展5大類技術領域，包括更自然的使用者界面、語言、HTML和JavaScript、雲端技術。其中使用者界面將涵蓋語音辨識、體感辨識、手寫辨識、觸控式螢幕等。[8][9]。

- 2011年6月，微軟官方正式透露Windows 8將會开发平板裝置，同時將會針對多點觸控操作模式予以調整，同時未來也將能以跨硬體平台的模式使用在各類裝置上，諸如手機或平板等行動裝置。[10]

- 2011年12月，微软正式公布Windows Store的詳情，並宣佈Windows 8 Beta將於2012年2月推出。[11]

- 2012年6月，微软正式公布Windows Phone 8，Windows Phone 8采用和Windows 8相同的内核。

- 2012年6月，史蒂夫·巴尔默在微软记者会上公开微软将推出自家的第一款平板电脑Microsoft Surface，以推动Windows 8的发行且在平板电脑市场争夺一定的地位。

- 2012年7月，微軟年度“全球合作夥伴大會”（Worldwide Partner Conference）上宣布，Windows 8將在2012年8月第1周發布RTM版，2012年10月底正式販售。[12]

- 2012年8月1日，Windows 8 RTM版编译完成。

- 2012年10月25日，微软在纽约市宣布Windows 8正式上市。

- 2012年10月26日，微软正式推出Microsoft Surface。

## 系统版本
Windows 8有四個版本，分別為Windows 8（標準版）、Windows 8 Pro（專業版）、Windows 8 Enterprise（企業版），Windows RT（ARM版）。其中，专业版增加一些商業上的應用；企業版專爲企業新增PC管理和部署、安全、虛擬化、移動等功能；Windows RT是首次出現的ARM平台版本，因無法與傳統桌面應用程式相容，所以獨立成新系統。
此外，微软还针对不同地区发售地区性廉价版本Windows 8 Edition N（歐洲版）、Windows 8 Edition K/KN（韩国版）、Windows 8中文版、Windows 8单语言版（英文或俄文版）。这些版本保留部份常规版功能。
中国大陆销售的版本为数字下载版。另外Windows 8中文版、单语言版以OEM预装形式出现，不会在零售市场出现。

## 售价
Windows 8的售價與Windows 7相若。另外，按照Microsoft網站表示，亦可購買升級版的Windows 8，但升級版不含客戶支援。
下表列出的是盒裝版價格：
| 国家     | Windows 8  | Windows 8 Pro |
| -------- | ---------- | ------------- |
| 美国     | US$ 119.99 | US$ 199.99    |
| 中国大陆 | RMB 988    | RMB 1,988     |
| 臺灣     | NT$ 4,199  | NT$ 6,999     |
| 香港     | HKD$ 1,369 | HKD$ 2,339    |

## 功能差異
Windows 8较前代操作系统相比在界面、启动、应用程序等多个方面增加新功能，同时也移除一些功能。新增加的功能包括：

### 支援語言
Windows 8共支援109種語言，相比Windows 7增加14种，可以為全球超過45億的使用者提供母語版本。
其中增加的语言为旁遮普語（巴基斯坦）、信德語（巴基斯坦）、庫爾德語（伊拉克）、維吾爾語（中國）、白俄羅斯語（白俄羅斯）、盧旺達語（盧旺達）、提格里尼亞語（埃塞俄比亞）、塔吉克語（塔吉克斯坦）、沃洛夫語（塞內加爾）、基切語（瓜地馬拉）、切罗基語（美國）、蘇格蘭蓋爾語（英國）和巴倫西亞語（西班牙）。
新型應用程式可在Metro UI中運行，默认状态下為全螢幕操作，設計上跟隨Windows 8設計風格。應用同時兼容x86/64和基於ARM的Windows。
傳統應用程式在Windows 8中讓大多數軟體與以前版本的Windows相容（x86/x64），但也有和Windows 7相同的限制：
- 64位元Windows 8將運行64位元和32位元軟體，而32位元的Windows 8將運行32位元和16位元的軟體。
- ARM處理器上的Windows 8將不支援運行、模仿現有的x86/64桌面應用程式。

### 使用者界面

Windows 8的蓝屏界面

- 桌面UI的变化：放弃部分Windows Aero效果如Aero Glass等。[14][15]文件资源管理器使用Ribbon效果。
- Windows桌面小工具被移除。[16]

### 稱謂變更
（僅適用於簡體中文版）Windows 8首次將對使用者的稱謂由一直以來的“您”、“您的”改寫成現在的“你”、“你的”，而在許可、協約文檔中仍然保持著“您”、“您的”稱謂。在首次使用系統時，在同一屏幕的協約對話中，可以同時看到“你”與“您”兩種不同的稱謂稱呼使用者。稱謂的變更暫時無任何資料說明原因。

### 底层更新
Windows 8新增Runtime應用編寫架構，可以支持以HTML5、CSS3、JavaScript等網路語言進行應用編寫，並且開發者編寫基於Runtime的應用可以同時支援ARM與x86架構的Windows裝置。同时新增DirectX 11.1，加強雙精度浮點運算以及其他特性。

### 編寫語言
Windows 8采用由安德斯·海尔斯伯格領導，基於Apache 2.0開源授權協議，開源於CodePlex的編寫語言TypeScript，TypeScript是JavaScript的超集，是应用级JavaScript开发语言，可编译成基于标准的JavaScript，为大团队和大规模项目提供更好的工具来开发客户端（比如Windows 8平台的Windows Store应用）、服务器端/云端（比如运行于Windows Azure的node.js）等应用，提供类等特性的支持。

### 开始按鈕
Windows 8取消在工作列上顯示的開始按鈕，这讓Windows的使用者在操作上感到非常不便，並受到使用者強烈批評。
但是Windows 8可以從以下途徑進入開始螢幕：
- 將游標移動到螢幕左下角時會彈出開始螢幕縮略圖，點選后即可彈出開始螢幕
  - 將游標移動到螢幕左侧的黑框中也有開始螢幕縮略圖
- 點選螢幕右側的Charm工具列正中出現的開始鍵亦可啟動開始螢幕。
- 點按桌面頂端並拖拽至底部進入開始螢幕。
- 鍵盤上的Windows键。
- 部分預裝Windows 8的硬體設備在屏幕下方設置Windows键。

Windows 8.1在工作列恢復開始按钮，可点击开始按钮进入开始功能表。

## 后续更新
微軟Windows 8使用界面作出轉變，而推出的Metro地鐵風格界面，因為為了行動方面而做出的改變過快，導致桌面使用者不習慣，加上雖然已有Metro界面存在，但是工作時卻仍然要經常切換到桌面，在Windows RT上也是如此，這也是為什麼Windows 8的銷售量低迷的原因。而使用者的困擾通常是沒有開始按鈕、沒有鬧鐘、搜尋功能不好用、Metro界面和桌面不搭、沒有Windows Aero毛玻璃特效。
而目前微軟也開始對於Windows進行更新的研發，這個研發代號在內部稱為Windows Blue，於2013年年初釋出洩漏版，期間總共洩漏超過5個洩漏版。在Microsoft Build 2013中官方公布Windows 8.1的相關細節，也在2013年6月27日提供下載，官方釋出的預覽版，名為Windows 8.1 Preview，組建9431。另外，Windows Server 2012 R2 Preview、和Visual Studio 2013 Preview也在Build大會上公布。而Windows 8.1 Preview是一個針對Windows 8和Windows RT 8.1的免費更新，目前可以利用安裝更新的方式，在Windows Store可以找到Windows 8.1 Preview的升級程序，除此之外，也提供ISO檔案下載。
而Windows 8.1也增加不少個人化選項，例如開始畫面可以調整更多色彩，也可以更換成桌面背景，開始按鈕也重回工具列，但是仍然導向至開始畫面。而至於對桌面使用者帶來的好處是：開機將能直接到桌面。而電腦則被「本機」取代，App有增加，動態磚大小也能改變（4種大小）、電腦的Metro設定變得比較詳細，搜尋也和Bing整合，系統也和Microsoft提供的雲端服務SkyDrive整合。另外較小的改善是針對3D列印提供原生支援，以及能利用生物辨識進行檔案加密，更新的Windows Defender和Internet Explorer 11，但仍沒有 Aero Glass 效果。正式版已于2013年10月17日推出。
2013年10月16日，微軟推出Windows 8.1免費下載升級版，提供Windows 8用戶使用。2013年10月18日，Windows 8.1升級版上市。

## 硬體要求
| 架构       | x86（32-bit）                                                          | x86-64（64-bit）                                                       |
| 中央处理器 | 1GHz或更快的處理器，一定要支援SSE2、PAE和 禁止執行位（NX bit）的處理器 | 1GHz或更快的處理器，一定要支援SSE2、PAE和 禁止執行位（NX bit）的處理器 |
| 記憶體     | 1GB                                                                    | 2GB                                                                    |
| 顯示卡     | 使用WDDM 1.0或更高版本驅動程式的DirectX 9繪圖裝置                      | 使用WDDM 1.0或更高版本驅動程式的DirectX 9繪圖裝置                      |
| 硬碟       | 16GB                                                                   | 20GB                                                                   |

| 架构              | ARM、x86和x86-64                                                            |
| 中央处理器        | NVIDIA Tegra/Qualcomm/Texas Instructment TI ARM、AMD x86/x64或Intel x86/x64 |
| 記憶體            | 建議為4G以上                                                                |
| 顯示卡            | 使用WDDM 1.2或更高版本驅動程式的DirectX 10繪圖裝置                          |
| 硬碟 / NAND Flash | 系統安裝完成後至少10GB儲存容量或以上                                        |
| 規定按鈕          | “開關”、“旋轉鎖”、 “Windows鍵”、“增加音量”、“減低音量”                      |
| 觸控式螢幕        | 最少五點觸控的電容式螢幕，解析度高於1366×768，螢幕至少10吋或以上            |
| 螢幕解析度        | 解析度1280×720                                                              |
| USB 2.0           | 最少一個插口                                                                |
| 聯網              | Wi-Fi和藍牙4.0                                                              |
| 系統啟動韌體      | UEFI                                                                        |
| 其他              | 喇叭、麥克風、陀螺儀和重力感應器                                            |

Windows 8的硬體要求與Windows 7相似。若要使用某些特定功能，還需要滿足以下附加要求：
- 若想使用觸控功能，您必須擁有支援多點觸控的平板電腦或螢幕
- 若想存取Windows Store以及下載並執行應用程式，您必須能夠連線至網際網路，而螢幕解析度至少必須為1024×768
- 若想貼齊應用程式，您的螢幕解析度至少必須為1366×768（横纵皆必须大于或等于两个值）
- 網際網路存取
- 安全開機需要支援UEFI v2.3.1 Errata B的韌體，而且UEFI簽章資料庫中必須有Microsoft Windows 憑證授權單位
- 某些遊戲和程式可能需要與DirectX 10或更高版本相容的圖形卡，才能有最佳的效能
- 部分功能需要Microsoft帳戶
- 需要個別的播放軟體才能觀賞DVD（因為Windows Media Player不支援DVD播放，但是可以安裝Windows Media Center以達到播放DVD的要求）

僅適用於Windows 8專業版（含Windows Media Center）
- 需要數位電視棒，才能在Windows Media Center中播放及錄製電視節目
- 免費的網際網路電視內容依地理區域而異，部分內容可能需要其他費用

僅適用於Windows 8企業版：
- 使用Windows To Go建立工具需要有Windows授權及已通過Microsoft認證的USB 3.0隨身碟

僅適用於Windows 8專業版和企業版：
- BitLocker To Go需要USB 隨身碟
- BitLocker需要信賴平台模組（TPM）1.2或USB隨身碟
- 用戶端Hyper-V需要包含第二層位址轉譯（SLAT）功能的64位元系統及額外的2 GB RAM

## 各版本的比較
|                                                   | Windows 8（無印） | Pro       | Enterprise   | Windows RT        |
| ------------------------------------------------- | ----------------- | --------- | ------------ | ----------------- |
| 供給方法                                          | 零售用户          | 专业用户  | 大型企业用户 | ARM平板电脑使用者 |
| 32Bits / 64Bits                                   | 32/64Bits         | 32/64Bits | 32/64Bits    | 32Bits            |
| CPU插槽                                           | 1                 | 2         | 2            | 1                 |
| 最大物理内存容量（RAM）（64位）                   | 128 GB            | 512 GB    | 512 GB       | 不適用            |
| 最大物理内存容量（RAM）（32位）                   | 4 GB              | 4 GB      | 4 GB         | 4 GB              |
| 从Windows 7 Starter, Home Basic, Home Premium升级 | 可用              | 可用      | 不可用       | 不存在            |
| 从Windows 7 Professional, Ultimate升级            | 不可用            | 可用      | 不可用       | 不存在            |
| 开始画面・缩放・Live Tiles                        | 可用              | 可用      | 可用         | 可用              |
| Windows Store                                     | 可用              | 可用      | 可用         | 可用              |
| 预装软件                                          | 可用              | 可用      | 可用         | 可用              |
| Internet Explorer 11                              | 有                | 有        | 有           | 有                |
| Microsoft账户                                     | 可用              | 可用      | 可用         | 可用              |
| 桌面                                              | 可用              | 可用      | 可用         | 可用              |
| Windows Defender                                  | 有                | 有        | 有           | 有                |
| 智能屏幕                                          | 可用              | 可用      | 可用         | 可用              |
| 更改系统语言                                      | 可用              | 可用      | 可用         | 可用              |
| Windows Media Player                              | 有                | 有        | 有           | 无                |
| 文件记录                                          | 可用              | 可用      | 可用         | 可用              |
| ISO・VHD                                          | 可用              | 可用      | 可用         | 可用              |
| 远程桌面（客户端）                                | 可用              | 可用      | 可用         | 可用              |
| 图片密码                                          | 可用              | 可用      | 可用         | 可用              |
| PC重置                                            | 可用              | 可用      | 可用         | 可用              |
| 捕捉                                              | 可用              | 可用      | 可用         | 可用              |
| 触摸键盘                                          | 有                | 有        | 有           | 有                |
| BitLocker and BitLocker To Go                     | 无                | 有        | 有           | 无                |
| Windows To Go                                     | 不可用            | 不可用    | 可用         | 不可用            |
| 从VHD启动                                         | 不可用            | 可用      | 可用         | 不可用            |
| 客户端 Hyper-V（64位）                            | 无                | 有        | 有           | 无                |
| 远程桌面（服务器）                                | 不可用            | 可用      | 可用         | 不可用            |
| Office Home and Student 2013 RT                   | 无                | 无        | 无           | 有                |
| Services for NFS                                  | 不可用            | 不可用    | 可用         | 不可用            |

## 相关评价
Windows 8所使用的新型使用者界面、Windows Store等新功能让消費者驚喜不已。但在新商標、硬體需求、界面外觀、部分缺陷及相容等各方面出现的問題，受到許多使用者和評論者的批評。

### 中国大陆政府禁用Windows 8
中華人民共和國工信部透過中國政府採購網在2014年5月16日發布的《關於進行信息類協議供貨強制節能產品補充招標的通知》，規範政府採購電腦的相關行為。其中規範一項為電腦（計算機）類產品不允許安裝Windows 8作業系統。該訊息稱微軟的作業系統是不安全的。有指是斯諾登爆料事件後中國大陸工程院院士倪光南以Windows 8採用不安全技術架構，允許用戶通過雲端共享內容，容易導致政府信息外泄為由，呼籲中國大陸政府以及重要行業不宜採購微軟Windows 8，才有现在的变化，分析认为在Windows 8上運行的所有程式都必須通過微軟審核，與先前的Windows版本相比，微軟對Windows 8有較高的掌控權，且未向中國大陸政府公開Windows 8源代碼。
对此，有人士指出政府依然依赖自主研发操作系统的想法不切实际，不使用Windows 8又缺乏替代品。

## 资料
1. 1 2  . 新浪网. 2012年10月25日  [2012-10-25]. （原始内容存档于2021-12-09） （中文（简体））.
2. ↑  . StatCounter Global Stats. StatCounter.
3. ↑  視窗8 Apps化玩雲端 可下載試用 盼撼蘋果Android[永久]明報2012年3月2日
4. ↑  .   [2012-06-19]. （原始内容存档于2012-08-05）.
5. ↑  http://pcm.my- （页面存档备份，存于）
magazine.me/main/news/view/3165
6. ↑  .   [2016-05-26]. （原始内容存档于2021-12-09）.
7. ↑  Sams, Brad. . Neowin.   [2009-11-22]. （原始内容存档于2012-04-08）.
8. ↑  新一代作業系統Windows 8明年出爐 （页面存档备份，存于）iThome 2011-05-29
9. ↑  Ballmer, Steve. . Microsoft News Center. Microsoft Corporation.   [26 May 2011]. （原始内容存档于2011-05-26）.
10. ↑  微軟Windows 8首次公開亮相 （页面存档备份，存于）數位時代2011-06-02
11. ↑  Previewing the Windows Store （页面存档备份，存于） Microsoft. 2011-12-06
12. ↑  . 2012-07-09  [2012-07-10]. （原始内容存档于2012-07-11）.
13. ↑  .   [2013-05-21]. （原始内容存档于2016-06-11）.
14. ↑  .   [2013-02-28]. （原始内容存档于2016-04-29）.
15. ↑  .   [2013-07-23]. （原始内容存档于2012-09-12）.
16. ↑  .   [2013-02-28]. （原始内容存档于2013-04-17）.
17. ↑  .   [2013-06-28]. （原始内容存档于2014-04-13） （中文（臺灣））.
18. ↑  .   [2013-07-02]. （原始内容存档于2014-10-13） （美国英语）.
19. ↑  .   [2013-07-02]. （原始内容存档于2013-10-04） （中文（臺灣））.
20. ↑  . 新浪科技. 2013年6月27日  [2013-06-27]. （原始内容存档于2021-03-18）.
21. ↑  . ZDNet.   [2013-07-02]. （原始内容存档于2014-10-06）.
22. ↑  Microsoft. .   [2013-01-20]. （原始内容存档于2016-06-04）.
23. ↑  .   [2012-08-17]. （原始内容存档于2015-04-11）.
24. ↑  .   [2012-05-31]. （原始内容存档于2012-03-04）.
25. 1 2  . Microsoft Developer Network. 2012-10-26  [2013-04-17]. （原始内容存档于2018-06-24）.
26. ↑  .   [2014-05-21]. （原始内容存档于2014-05-21）.
27. ↑  中央机关采购禁Windows 8或因担心信息安全 （页面存档备份，存于），新京报 2014-05-20
28. ↑  毛向辉. .   [2014-07-06]. （原始内容存档于2014-07-14）.